# Ebstorfer Weltkarte

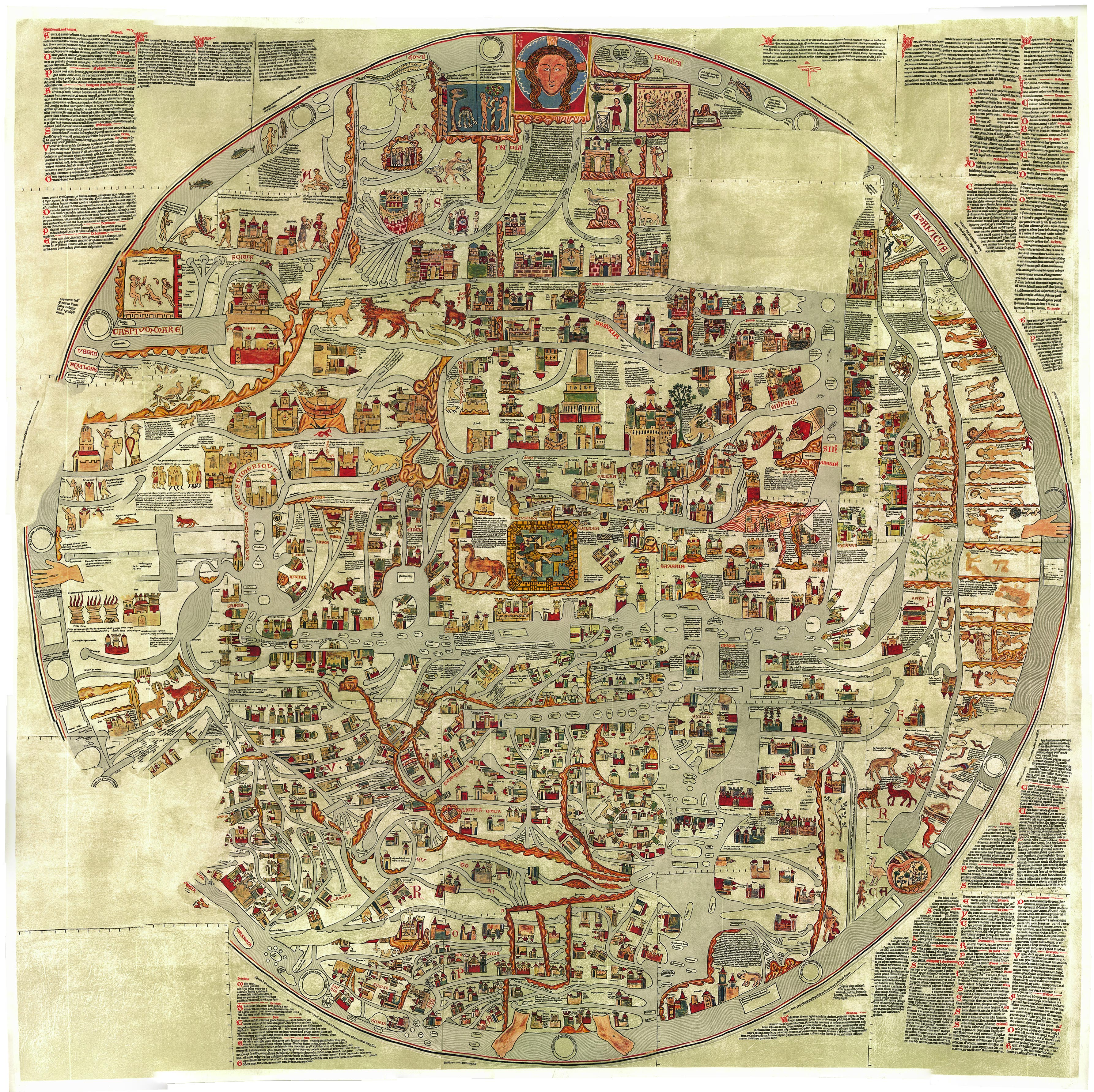
Foto einer Nachbildung der Ebstorfer Weltkarte

Die Ebstorfer Weltkarte war die größte und umfangreichste bisher bekannt gewordene  Weltkarte aus dem Mittelalter. Die Radkarte mit Jerusalem als Mittelpunkt sowie mehr als 2.300 Text- und Bildeinträgen bestand aus 30 zum Quadrat zusammengenähten Pergamentblättern und hatte einen Durchmesser von ca. 3,57 m. Sie verbrannte 1943 infolge Kriegseinwirkung und ist nur noch in Reproduktionen erhalten, die das Original jedoch nicht vollständig wiedergeben können.
Die Karte wurde nach ihrem Fundort, dem Benediktinerinnenkloster von Ebstorf in der Lüneburger Heide, benannt, wo sie wahrscheinlich auch angefertigt wurde. Als die Konventualin Charlotte von Lassberg sie 1830 in einer Abstellkammer entdeckte, waren zwei Abschnitte bereits durch Mäusefraß zerstört, darunter auch die Darstellung des heutigen Brandenburg. Zudem wurde aus ungeklärten Gründen kurz nach der Wiederentdeckung ein ca. 50 × 60 cm großes Kartenstück im oberen rechten Viertel herausgeschnitten, auf dem das Gebiet des heutigen Indien dargestellt war.

## Geschichte
Als Urheber der Karte wurde lange Zeit Gervasius von Tilbury angenommen, ein anglo-normannischer Kleriker, der seine Werke u. a. Prinz Heinrich dem Jüngeren von England und Kaiser Otto IV. widmete. Neuere, insbesondere paläographische Untersuchungen kommen zu anderen Erkenntnissen, die Gervasius als Autoren ausschließen: Jürgen Wilke argumentierte 2001, basierend auf einem überzeugenden Handschriftenvergleich mit Schriftstücken aus dem Klosterarchiv, für eine Entstehung um 1300 und betonte, dass es keinen Beleg für eine Verbindung der Karte oder des Klosters mit Gervasius von Tilbury gebe. Hartmut Kugler stützte diese Datierung, ausgehend von Untersuchungen im Rahmen der Neuausgabe im Jahr 2007, und arbeitete heraus, dass die Karte auch keinen nachweisbaren Bezug zu den otia imperialia des Gervasius von Tilbury biete. Er sprach sich außerdem dafür aus, keine großformatige Vorlage für die Karte anzunehmen, sondern argumentierte, dass bestimmte Schreibfehler auf der Karte besser zu erklären seien, wenn man sich als Vorbild buchformatige Karten denke, deren Verfügbarkeit in Ebstorf zudem wahrscheinlicher sei. Armin Wolfs Vorschlag einer älteren, für Otto IV. bestimmten Vorlage kann jedoch nicht ausgeschlossen werden. Der Welfe Otto IV. war von 1212 (1213) bis zu seinem Tod 1218 faktischer Regent des Lüneburger Landes, da der Welfenerbe Otto das Kind noch minderjährig war.
Die 1830 aufgerollt im Kloster Ebstorf gefundene Karte wurde seit 1835 im Landesarchiv Hannover verwahrt, wo sie während des Zweiten Weltkrieges im Oktober 1943 bei einem Luftangriff auf Hannover verbrannte. Von 1950 bis 1953 wurde anhand alter Faksimileausgaben von 1891 und 1896 eine farbige Nachbildung in Originalgröße in vier Exemplaren in Kloster Ebstorf, Hannover, Lüneburg und auf der Plassenburg bei Kulmbach geschaffen. Eine digitale Rekonstruktion ist an der Universität Erlangen-Nürnberg erarbeitet worden und Ende 2006 in Buchform erschienen. Der Herausgeber Kugler schätzt, dass diese über Jahre recherchierte Neuausgabe ca. 80 % des Originals wiedergebe. Eine interaktive Ausgabe der Karte ist von der Leuphana Universität Lüneburg für das Internet aufbereitet worden (siehe Weblink); sämtliche lateinischen Texte sind übersetzt worden.

## Inhalte

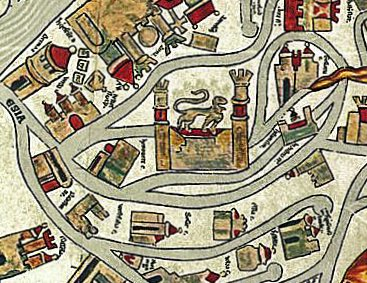
Kartenausschnitt (linker unterer Quadrant) mit Braunschweig und dem Braunschweiger Löwen.

Die Karte stellt das Rund der Erde dar und ist so ausgerichtet, dass der Osten oben liegt. Dort befindet sich auch die bildliche Darstellung des irdischen Paradieses. Im Zentrum der Karte liegt Jerusalem. Die Karte geht auf das Grundmuster des Orbis terrarum tripartites zurück, des dreigeteilten Erdkreises der Kontinente Asien, Afrika, und Europa. Asien nimmt die obere Kreishälfte ein und ist größer als die beiden anderen Kontinente zusammen. Europa wird im linken unteren Viertel dargestellt. Dort findet man Städte wie z. B. Nienburg (Saale), Soest, Lüneburg, Braunschweig, Meißen, Aachen, Köln, Kulmbach und Rom. Im Mittelmeer finden sich Kreta, Delos, Karpathos und die neun Äolischen Inseln aus ungeklärten Gründen doppelt abgebildet. 
Die ausgefüllte Fläche von 12,74 m² zeigt 1.500 Texteinträge, 534 Städte, 500 Gebäude, 160 Gewässer, 60 Inseln und Gebirge, 45 Menschen und Fabelwesen sowie ca. 60 Tiere. Die kreisrunde Erdfläche ist vom Weltmeer und den Winden umgeben. Die Absicht des Autors war es nicht, eine geographisch korrekte Karte der Welt anzufertigen. Die Stadt Rom ist zum Beispiel fast ebenso groß wie die Insel Sizilien. Vielmehr spiegelt die Karte das historische, mythologische und theologische Wissen dieser Zeit wider. Die Welt selbst wird mit dem Leib Christi verglichen, zu erkennen an Kopf, Händen und Füßen an den Rändern der Karte. Würde man den Kopf und die Füße sowie die beiden Hände miteinander verbinden, so ergäbe sich zudem die Form eines Kreuzes. Die zentrale Lage Jerusalems, die Arche Noah und das im Osten nahe dem Kopf Christi gelegene Paradies und der Turm zu Babel zeigen die heilgeschichtliche Konzeption. Auf der Mythologie und antiken Sagen beruht beispielsweise die Darstellung der Amazonen.
Neben schriftlichen Quellen sind vermutlich mehrere Vorgängerkarten in das Werk eingegangen. So vertritt eine neue, jedoch umstrittene Untersuchung die Auffassung, die Konzeption des geometrischen Rasters, auf der die Struktur und Systematik der Karte basiert, könnte auf der Reichenau entstanden sein. Eine erste Bearbeitung sei dann vermutlich in Braunschweig unter Heinrich dem Löwen erfolgt und eine weitere im 13. Jahrhundert, möglicherweise 1243 unter Otto dem Kind von Lüneburg. Diese letzte Version sei die direkte Vorlage der Ebstorfkarte, wobei als Zeitpunkt für die Übertragung die Auffindung der Märtyrergräber oder die Phase der wachsenden Popularität ihrer Verehrung anzunehmen sei. Von den vermuteten Bearbeitungsstufen fehlt aber jede Spur. Jüngste Untersuchungen machen es wahrscheinlich, dass die Karte um 1300 im Kloster Ebstorf angefertigt wurde. Für eine späte Entstehung spricht auch der 2020 publizierte Befund des langjährigen Leiters der Kölner Domgrabung Georg Hauser, wonach der auf der Karte dargestellte bauliche Zustand des Kölner Domes recht genau auf die Jahre von 1320 bis um 1325/30 datiert werden kann. Demzufolge dürfte die Ebstorfer Weltkarte in den 1320er oder allenfalls frühen 1330er Jahren entstanden sein.